# Acacia aneura
Acacia aneura — вид квіткових рослин з родини бобових, що зростає в Австралії: Новий Південний Уельс, Північна територія, Квінсленд, Південна Австралія, Західна Австралія. Росте у більшості рослинних угруповань у внутрішній Австралії в різноманітних середовищах існування та ґрунтах. A. aneura може жити більше 50 років, він посухостійкий, але дуже чутливий до вогню. Під час посухи він перебуває в стані спокою, але швидко відновлюється після дощу. Це мінливий кущ або невелике дерево з плоскими, вузьколінійними або еліптичними філодіями, циліндричними колосками яскраво-жовтих квіток і більш-менш плоскими і прямими шкірястими стручками.

## Морфологічний опис

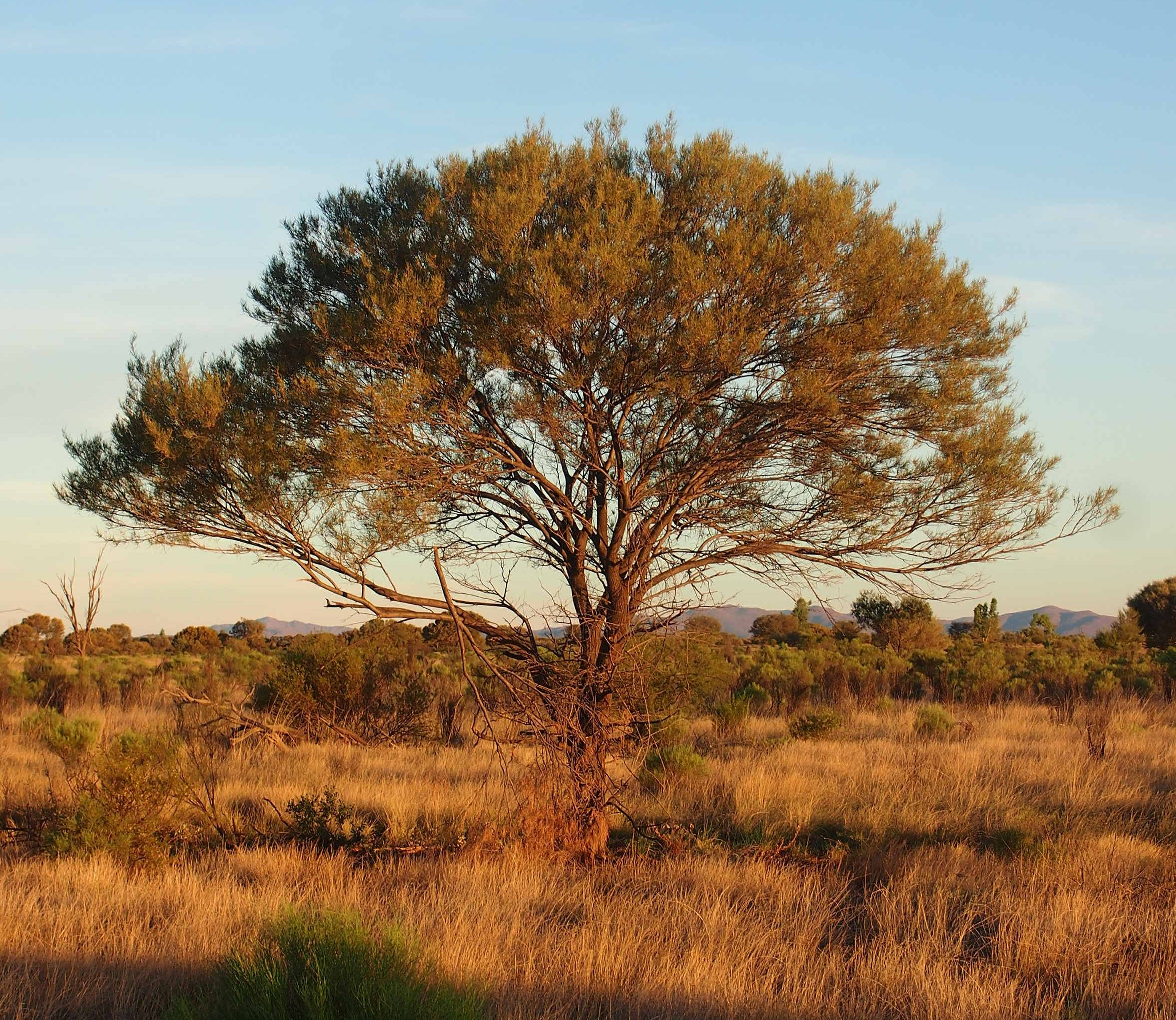

Це кущ або дерево, заввишки 1,2–10 метрів; часто багатостовбурне з кущистою кроною. Філодії плоскі, від вузьколінійних до вузькоеліптичних, 40–100 × 1.5–3 мм, прямі або злегка зігнуті. Квітки розташовані в циліндричному суцвітті в пазухах листків на запушеному квітконосі завдовжки 3–10 мм. Суцвіття яскраво-жовті завдовжки 15–25 мм. Цвітіння відбувається з березня по травень або серпень. Стручок більш-менш прямий і плоский, 20–40 × 7–15 мм, від коричневого до сірувато-коричневого забарвлення, з крилатим краєм. Насіння еліптичної або довгастої або яйцеподібної форми, 3.5–5 × 2.5–3.0 мм, з невеликим білим або кремовим вушком.

## Використання
Колись рослина використовувалася аборигенами для виготовлення списів і довгих вузьких щитів під назвою «мульга», а також була одним із найважливіших джерел рослинної їжі. Насіння та стручки подрібнювали на їстівну пасту, з соку робили солодкий напій або використовували як смолу для з'єднання деталей інструментів і ремонту тріщин. Мульга також використовувалася завдяки своїм цілющим властивостям при застуді та грипоподібних захворюваннях і в післяпологовому періоді. Перші поселенці також широко використовували деревину мульга, особливо цінну для огорожі, виробництва деревного вугілля та будівництва. Тепер використовується в садівництві та бджільництві, оскільки це важливий вид пилку, важливий для бджолярів.